# Église évangélique Notre Dame à Legnica
L’église évangélique Notre Dame à Legnica est l’une des plus anciennes églises en Silésie. Ses origines remontent au XIIe siècle. Elle est aussi appelée l’église Sainte-Marie (pol. Mariacki) ou l’église basse (pol. Niski), à cause de sa localisation dans la partie basse de la ville.

## Historique
Selon les historiens allemands, les origines de l’église remontent à la seconde moitié du XIIe siècle, quand Boleslas Ier le Long a probablement fait construire une église de bois à nef unique. En 1192, à leur place, on a construit l’église en pierre (le grès), ce qui est mentionné dans les documents du monastère de Lubiąż du 1195. À l’époque, Edwige de Silésie a fait ses prières dans cette église. Selon le chroniqueur Jan Długosz, le 9 avril 1241, Henri II le Pieux a prié dans cette église avant le départ à la bataille connue comme la Bataille de Legnica. 
En conséquence d’une incendie du 25 mai 1338, l’église a été complétement brûlée. Entre 1362 et 1386, on l’a reconstruit et transformé à la basilique à trois nefs. Environ 1417, on a construit une chapelle double fondée par la guilde des drapiers. Entre 1450 et 1468, le curé et chanoine Martin Cromer a fait agrandir le bâtiment par la construction du chœur. Sous le règne de Frédéric Ier de Legnica, on a surhaussé la tour du côté sud en construisant le dôme octogonal avec la balustrade. Depuis ce moment-là, l’église avait deux tours de la hauteur et de la forme différentes. 

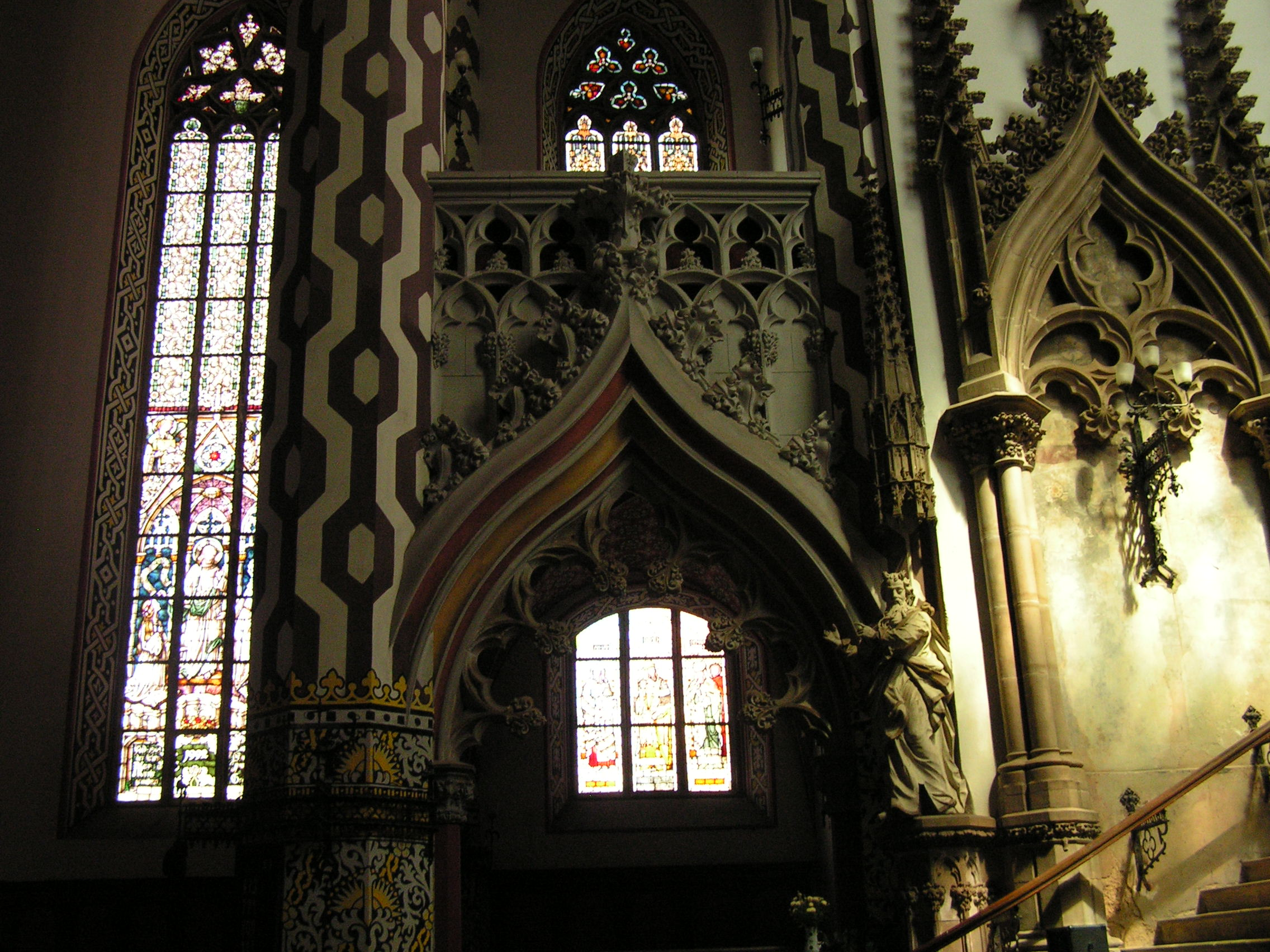
La loge de prince et la sculpture du baroque de 1771 présentant Moïse

Pendant les guerres napoléoniennes en 1813, l’armée française ont installé un hôpital à l’église, ce qui a endommagé l’intérieur du bâtiment. Après la reconstruction, l’église a été consacrée de nouveau en 1815.
Le 11 mars 1822, l’église a été brûlée en conséquence du foudroiement, ensuite elle a été reconstruite entre 1824 et 1829. À ce moment-là, elle a été transformée en église-halle, les voûtes sur croisées d’ogives avec les arcs-doubleaux, on a construit les matroneums latéraux et les deux tours de la même hauteur du côté ouest. 
Le 29 août 1890, Stanisław Wyspiański a visité et ensuite décrit l’église.

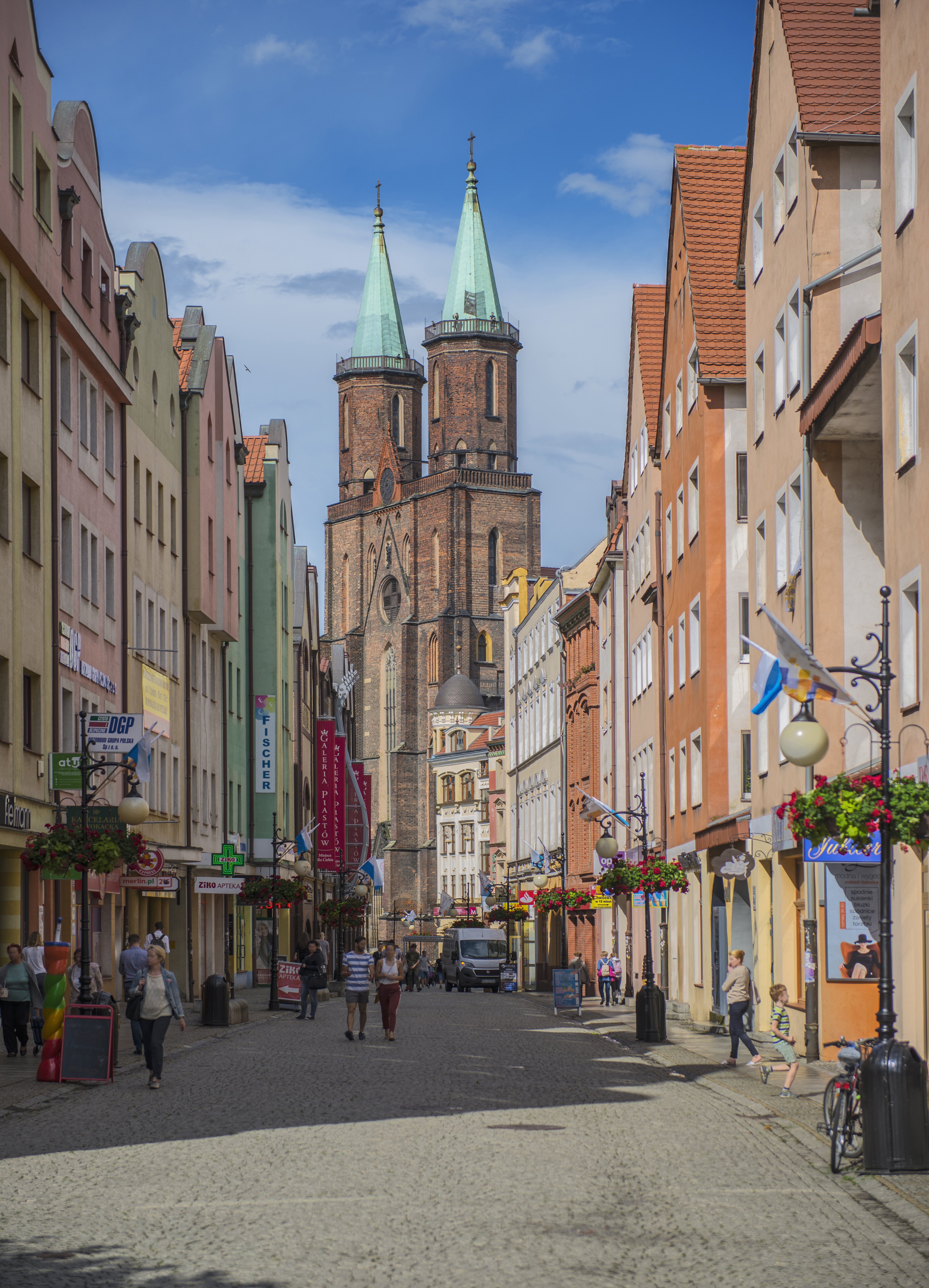
La façade du côté ouest

En janvier 1905 on a commencé la reconstruction de l’église, selon le plan d’Oskar Hossefeld et sous la direction de Hubert Kratz. Dès lors, les messes pour les fidèles ont eu lieu dans une autre église évangélique – Église Saint Pierre et Paul. Pendant ce temps, on a construit la sacristie à trois travées, a surhaussé les murs et a construit la loge de prince et le matroneum. Au cours de travaux, on a supprimé les matroneums latéraux et on a créé les nouveaux vitraux.  On a peint l’intérieur de l’église en couleurs claires et on a couvert les colonnes des motifs géométriques mauresques faits par le professeur August Oetken de Berlin. Les travaux ont couvert aussi les tours, du toit et les chapelles du sud. 
En 1905, l’entreprise de Rudolf Otto Mayer de Berlin a installé à l’église 17 000 mètres linéaires du chauffage central. C’était la seule église de Legnica qui a été équipée de l’éclairage à gaz.
On a fini les travaux tellement vite que le 31 mai 1906, il a eu lieu la consécration de l’église. En 1908, on a installé les derniers bancs et vitraux. Le 9 juin 1908, l’église a été redonné à la paroisse évangélique devant l’empereur Guillaume II. C’était le seul temple à Legnica étant en possession continue de l’église évangélique depuis la Réforme. 
En 2007, à l’église, on a tourné les scènes au film Mała Moskwa, réalisé par Waldemar Krzystek.

### La période catholique
Les premières mentions des curés de l’église datent de 1203. L’un de curés et de chanoines était Martin Cromer, qui a surveillé la construction de l’église entre 1450 et 1468. Le curé Johann Lamprecht était son successeur. 

### La période évangélique
Kaspar Schwenkfeld, qui séjournait aux cours princières et qui, jusqu’au 1523, était conseiller à la cour de Frédéric II de Legnica, a largement répandu la réforme protestante dans la région de Silésie. Sous son influence, en 1524, le prince a déclaré le luthéranisme la religion d’État. Influencé par le réformateur Jan Hess de Wrocław, en 1522 il a amené à Legnica le prêtre évangélique Fabian Eckel, qui, le 8 juin (à la Pentecôte), a célébré la première messe évangélique. À partir de ce moment-là, le temple dessert à l’Église évangélique. Dans les églises du Duché de Legnica et de Brzeg, le processus de la conversion à l’évangélisme est passé de manière souple, grâce au duc Frédéric II de Legnica. Quant aux autres clercs, il faut mentionner Leonhard Krentzheim (1532-1598), travaillant à l’église entre 1553 et 1571, Simon Gruneus (1564-1628) et le pasteur Gottfried Dewerdeck (1675-1726).
Legnica, depuis les temps de la Réforme, est liée à l’évangélisme. Cette réligion influenҫait l’histoire de la ville pendant plus de 400 ans. Le temps après la Seconde Guerre mondiale était le plus difficile pour les évangéliques de la ville. Aujourd’hui, ils détiennent la plus grande église de Legnica, l’église Notre Dame, le premier où on a fait l’eucharistie sous les deux espèces. Après la Seconde Guerre mondiale, la première messe évangélique en polonais a été célébrée le 27 octobre 1946 par P. Karol Jadwiszczok (1905-1988). Pendant des années, durant la période d’après-guerre, P. Jan Zajączkowski était le pasteur dans la paroisse de Legnica. Il a sacrifié beaucoup de temps et d’énergie aux fidèles évangéliques de la Basse-Silésie. À partir du 1991, P. Roman Kluz de la paroisse de Jawor servait aussi à la paroisse de Legnica. Du juillet 1997 au 31 janvier 2005, P. Cezary Królewicz était le pasteur de la paroisse évangélique de la confession d'Augsbourg à Legnica, ensuite, pendant une année, cette fonction a été exercé par l’évêque Ryszard Bogusz, patron du Diocèse de Wrocław de l’église évangélique de la confession d'Augsbourg en Pologne. P. Dariusz Madzia a exercé la fonction du curé du milieu de 2006 jusqu’à la fin du juillet 2010. Depuis ce moment-là, l’évêque Ryszard Bogusz est à nouveau l’administraeur de la paroisse. 
Le dernier pasteur allemand, Wolfgang Meißler (mort le 20 décembre 2006), a résidé à Hambourg après son expulsion de Pologne en 1962. Il est devenu pasteur à l’église Christophoruskirche à Alton. Les ex-habitants de Legnica arrivent à l’église Sainte-Marie chaque année, le premier dimanche de l’octobre à l’occasion de la Fête des Récoltes pour célébrer l’anniversaire de leur confirmation protestante. Avec eux, Wolfgang Meißler a créé la fondation « Schlesienhilfe PWM » pour le soutien de l’église Sainte-Marie. Après sa mort, la fondation était active pendant une courte période, et ensuite elle a été dissoute.
Aujourd’hui, à l’église, tous les premiers et troisièmes dimanches du mois, on faisait les messes aussi en allemand.

## Architecture
L’église est construite en brique, tandis que son socle et les chaînages dans la sacristie ancienne et la Chapelle de Drapiers sont faits de grès. 
L’église Notre Dame à Legnica c’est l’église-halle à trois nefs, érigée sur un plan rectangulaire avec deux tours du côté ouest. De l’est, au-dessus de la rue il est situé la voûte en arc, et encore au-dessus il y a le chœur sur un plan carré. Cette construction découle du fait, que la ruelle était un élément crucial pendant la défense des murailles de la ville.
La base de la tour a une forme carrée, et le haut de la tour une forme octogonale. Toutes les deux tours sont recouvertes d’un chatior pointu d’une forme de pyramide octogonale. Quelques épitaphes en grès du style de renaissance et de baroque ont été encastrés dans les murs de l’église.
La longueur du bâtiment mesure 50,5 mètres, y compris le chœur de 10,2 mètres, la largeur est de 20 mètres et la hauteur des tours de 62 mètres.

## Intérieur de l’église et décor

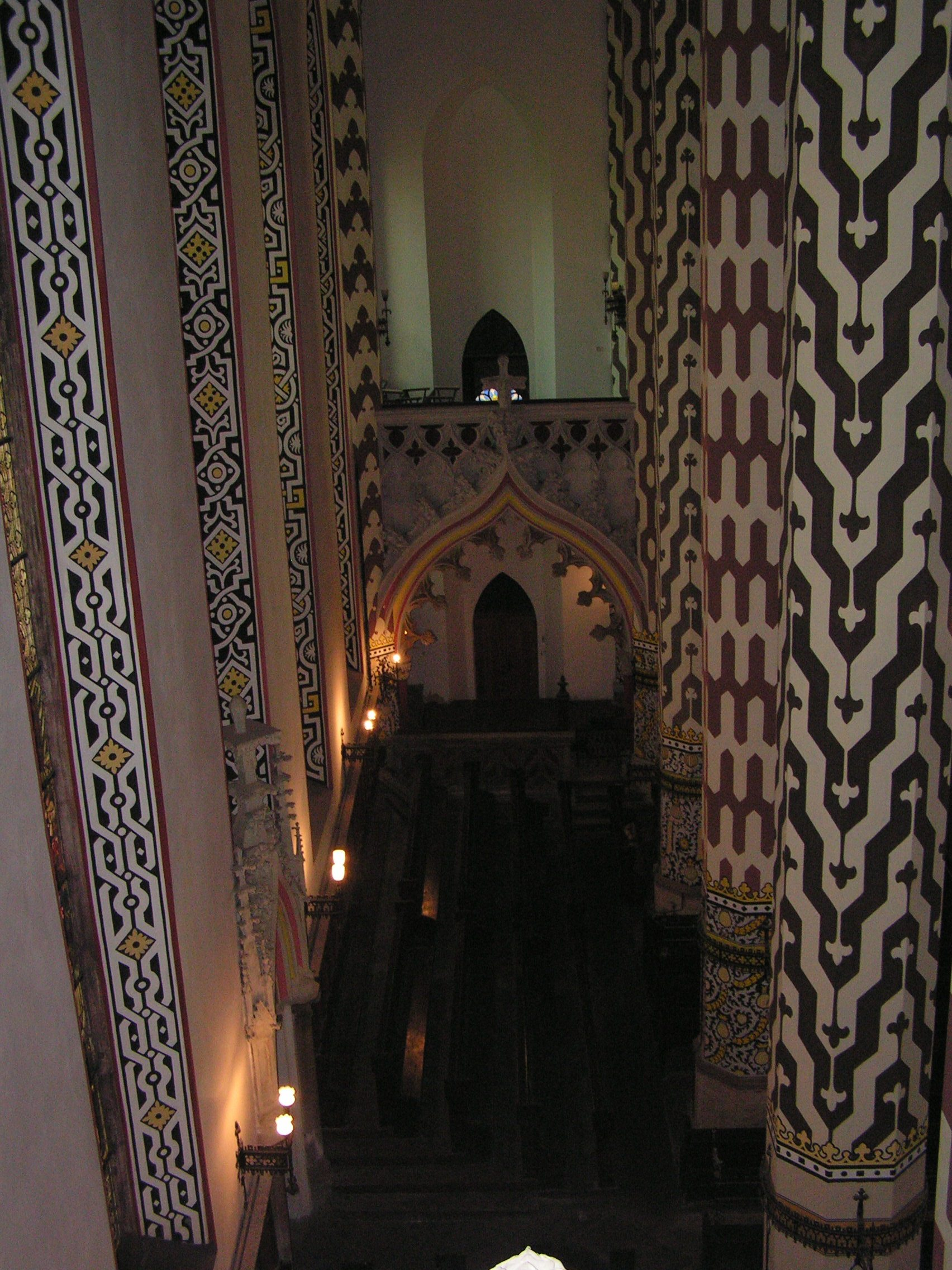
La nef latérale. Les colonnes décorées des motifs géométriques mauresques

L’intérieur de l’église se compose de trois nefs : la nef centrale de 8,45 mètres de largeur, la nef du sud – 4,6 mètres et la nef du nord – 4,8 mètres. Les nefs sont séparées par les colonnes de la forme octogonale d’un diamètre de 1,3 m et d’une hauteur de 2,44m, placées sur des socles et réparties de façon irrégulière. Les six colonnes sont délimitées de chaque côté par les sept travées. Les appliques à deux bougies sont fixées aux bandes ajourées en fer, autour des colonnes dans la nef centrale. 
L’intérieur de la nef centrale est voûté sur croisées d’ogives, avec les arcs-doubleaux aux supports fixés aux murs des nefs. Les deux chandeliers à seize branches sont suspendus sous une voûte, l’un du 1621, et le deuxième, fondé par Samuel Kirchner, du 1622. 
Dans les nefs latérales, il y a les deux plaques funéraires, l’une dédiée à Hans von Romnitz, administrateur des biens du chapitre de la Sainte Croix, mort en 1608, et la deuxième au chevalier Rotkirch, mort en 1612. On a encastré la plaque de reconnaissance avec les noms d’environ 800 paroissiens, morts pendant les guerres du XXe et XXe siècle[Quoi ?] dans le mur du sud de la nef latérale. 

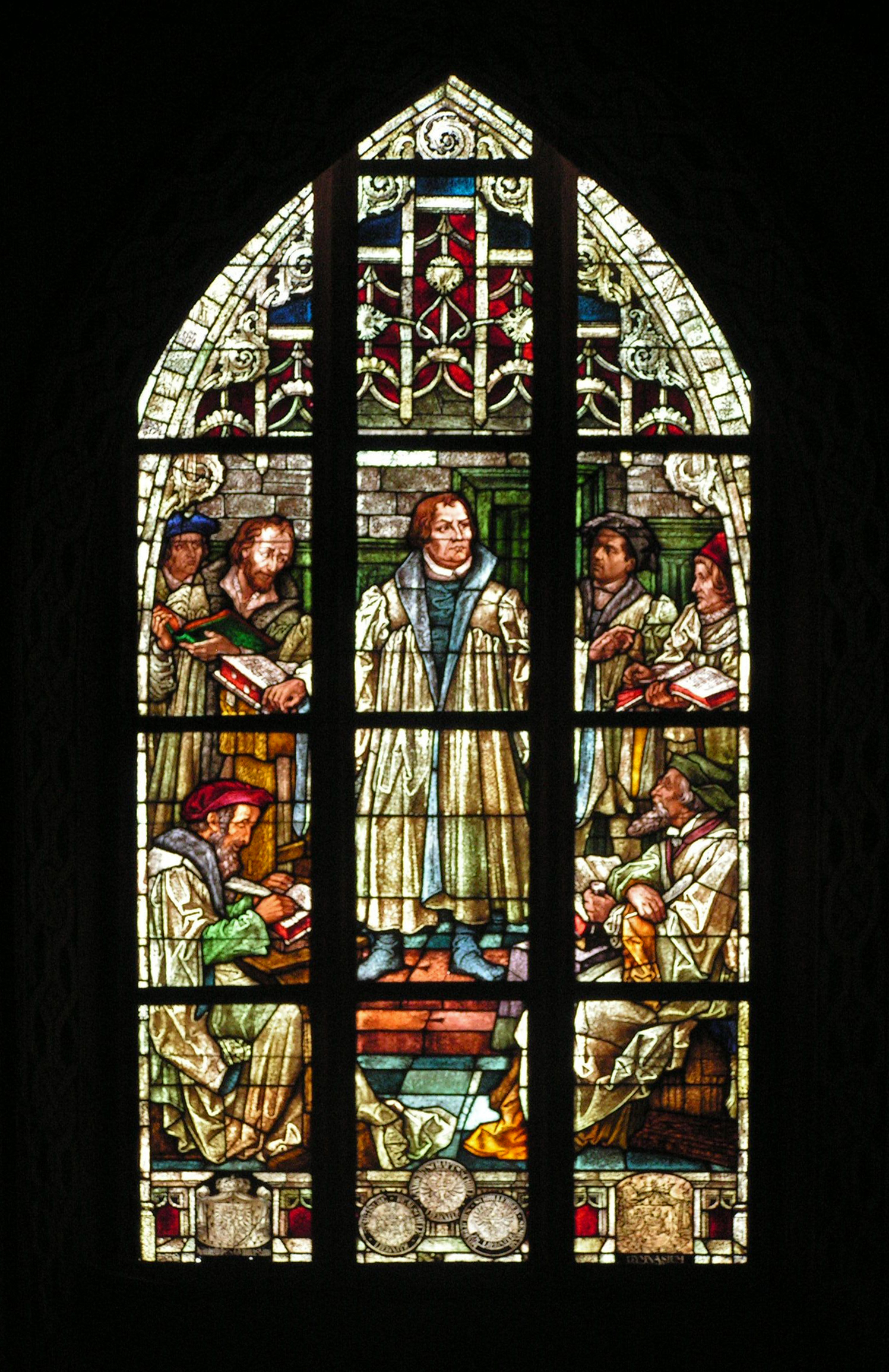
La dispute sur la traduction de la Bible

Les murs de l’intérieur de l’église sont recouverts d’enduit et peints en couleur claire et les colonnes sont couvertes des motifs géométriques mauresques. 

### Le chœur et l’autel
Le chœur a une forme proche du carré, à qui mène l’escalier de 10 marches. Les murs plus longues sont couverts de tracerie dans la forme des arcades. Entre les arcades, on peut voir la polychromie : la croix entrelacée de la couronne d’épines et les boutons de fleurs, probablement la rose de Luther.
Le nouvel autel de style néogothique a été créé de terre cuite en 1906, il mesure environ 7 mètres. Dans sa partie centrale, il est situé une peinture à l’huile « L’adoration des bergers), peinte en 1770. À droite, il y a deux peintures, l’une au-dessus de l’autre, présentant les apôtres Pierre et Barthélemy. Les peintures à gauche présentent les apôtres Jean et André. Un relief sur le maître-autel a été créé vers 1906, dans le style du néo-maniérisme ou néo-baroque. 

### Les vitraux
Entre 1902 et 1908, les grandes fenêtres de l’église Sainte-Marie ont été décorées des vitraux faits par les plus grands artistes allemands. À l’initiative du pasteur Wolfgang Meißler, ils ont été rénovés entre 1992 et 1993, par Zbigniew Brzeziński et son père. Ils ont la superficie totale de 300 m2. 

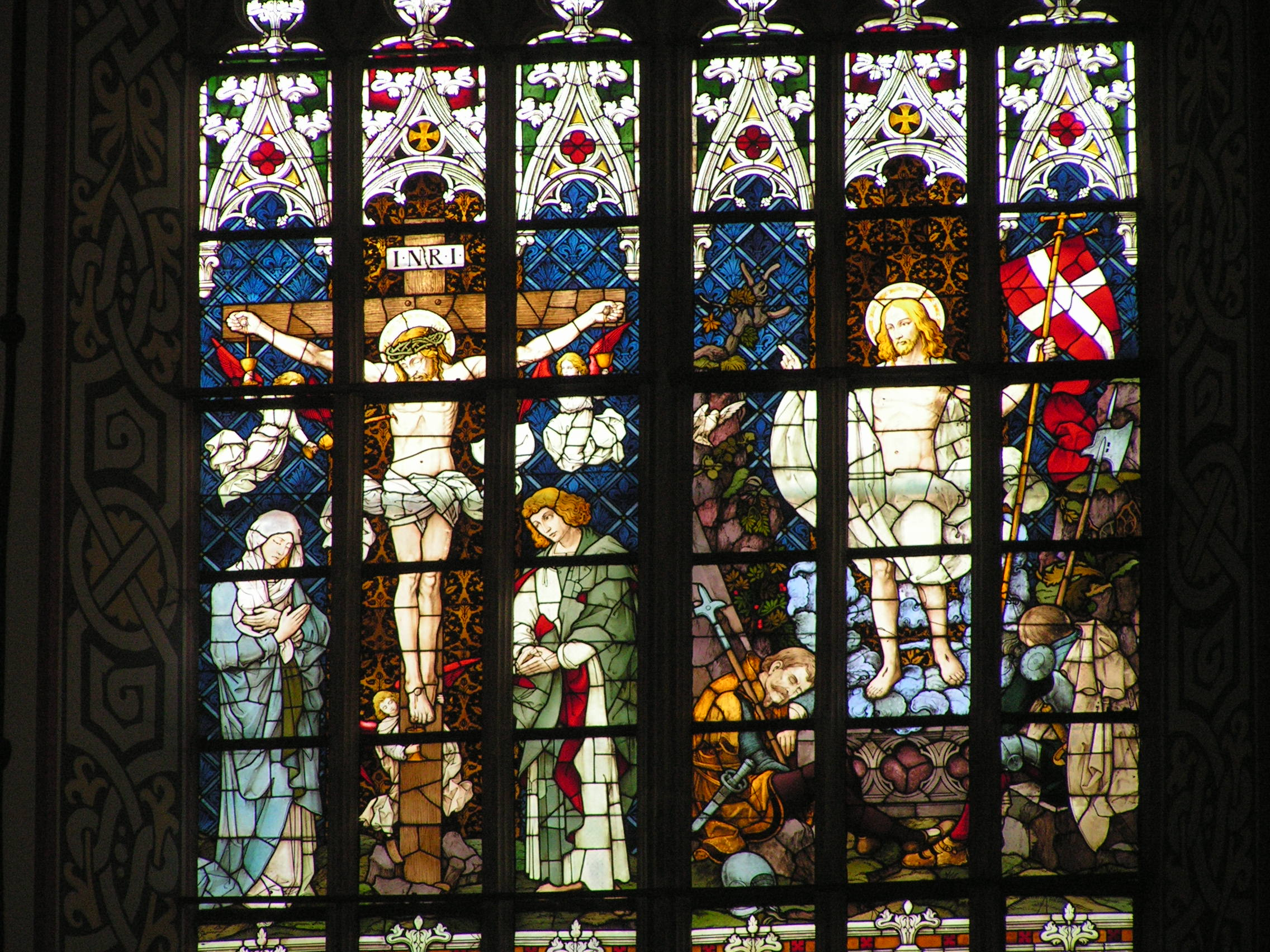
Le vitrail de l’autel : La Crucifixion et la Résurrection de Jésus Christ

Dans les nefs latérales, il y a 14 vitraux, présentant les personnes et les événements de l’histoire de la religion et de l’Église, et aussi de l’histoire de la Réforme, de Silésie et de Legnica. 
- La conversion de l’apôtre Paul (le vitrail vient de l’atelier de B. Francke de Naumbourg)
- Martin Luther brûlant la bulle pontificale de Léon X (il vient de l’atelier de Ferdinand Müller de Quedlinbourg)
- Le baptême de Jésus
- Jésus bénissant les enfants
- Le vitrail avec les blasons des guildes te des communautés rurales
- La Crucifixion et la Résurrection de Jésus Christ et la découverte du corps d’Henri II le Pieux (fondé par l’empereur Guillaume II, créé par le maître Carl de Bouché de Munich)
- Les blasons des ducs et les seigneurs jouant le rôle importante dans la dynastie Piast
- Les chanteurs de l’Ancien Testament (créé par le professeur August Oetken)
- Les femmes au service de Jésus – Marie et Marthe (créé par le professeur Fritz Geiges de Freiburg – 1905)Le vitrail de l’autel : La découverte du corps d’Henri II le Pieux
- Les Apôtres Pierre et Paul

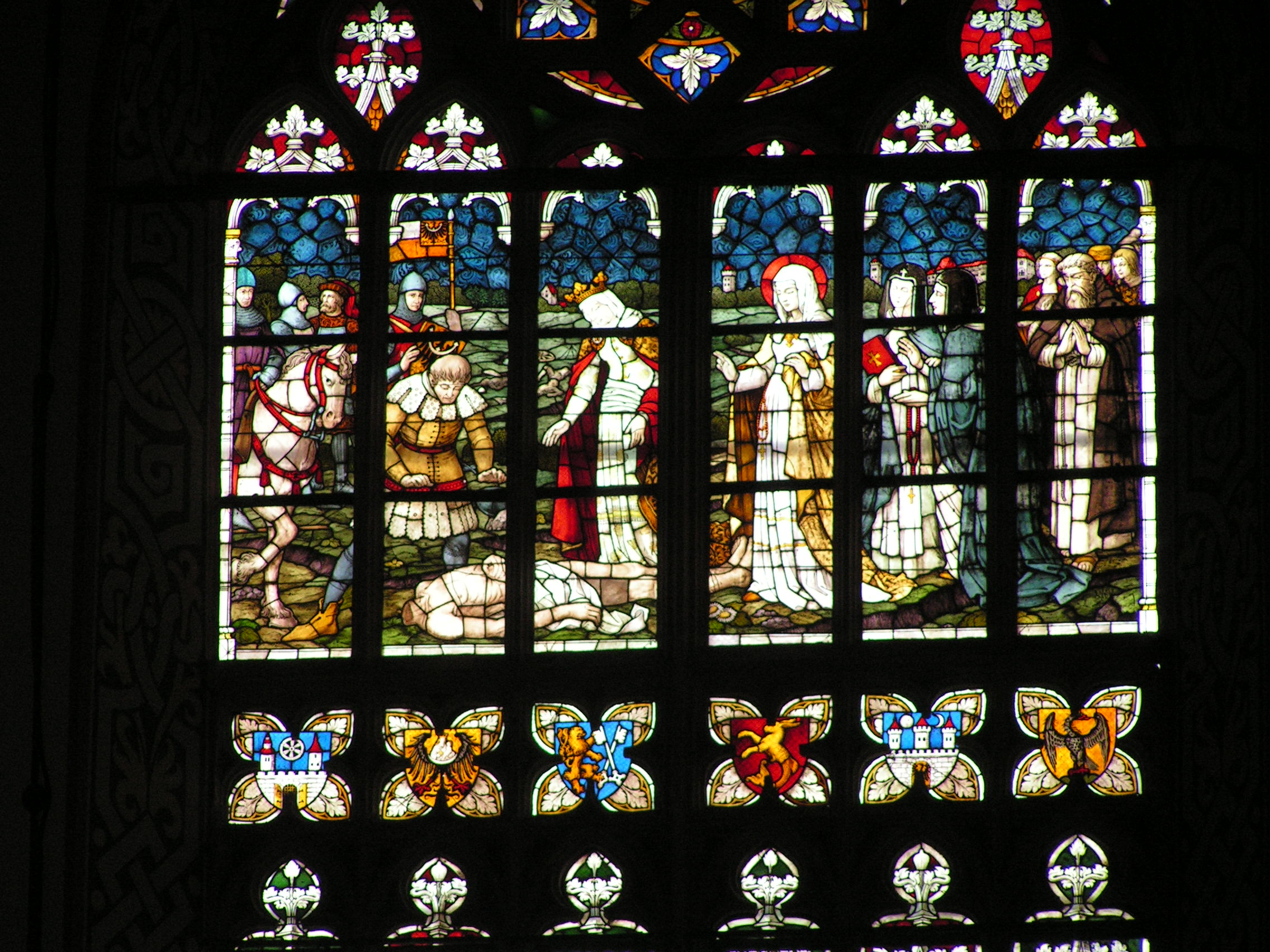
Le vitrail de l’autel : La découverte du corps d’Henri II le Pieux

- La mission chrétienne dans la région de Silésie (créé par le professeur August Oetken)
- Le duc Henri le Pieux  avec les chevaliers polonais et allemands à l’église Sainte-Marie avant la bataille avec les Mongols en 1241 à Legnickie Pole (créé par Otto et Rudolf Linnemann de Francfort-sur-le-Main)
- L’introduction à Legnica de l’Eucharistie sous les deux espèces (créé par Otto et Rudolf Linnemann de Francfort-sur-le-Main)
- La dispute sur la traduction de la Bible (créé par Otto et Rudolf Linnemann de Francfort-sur-le-Main)

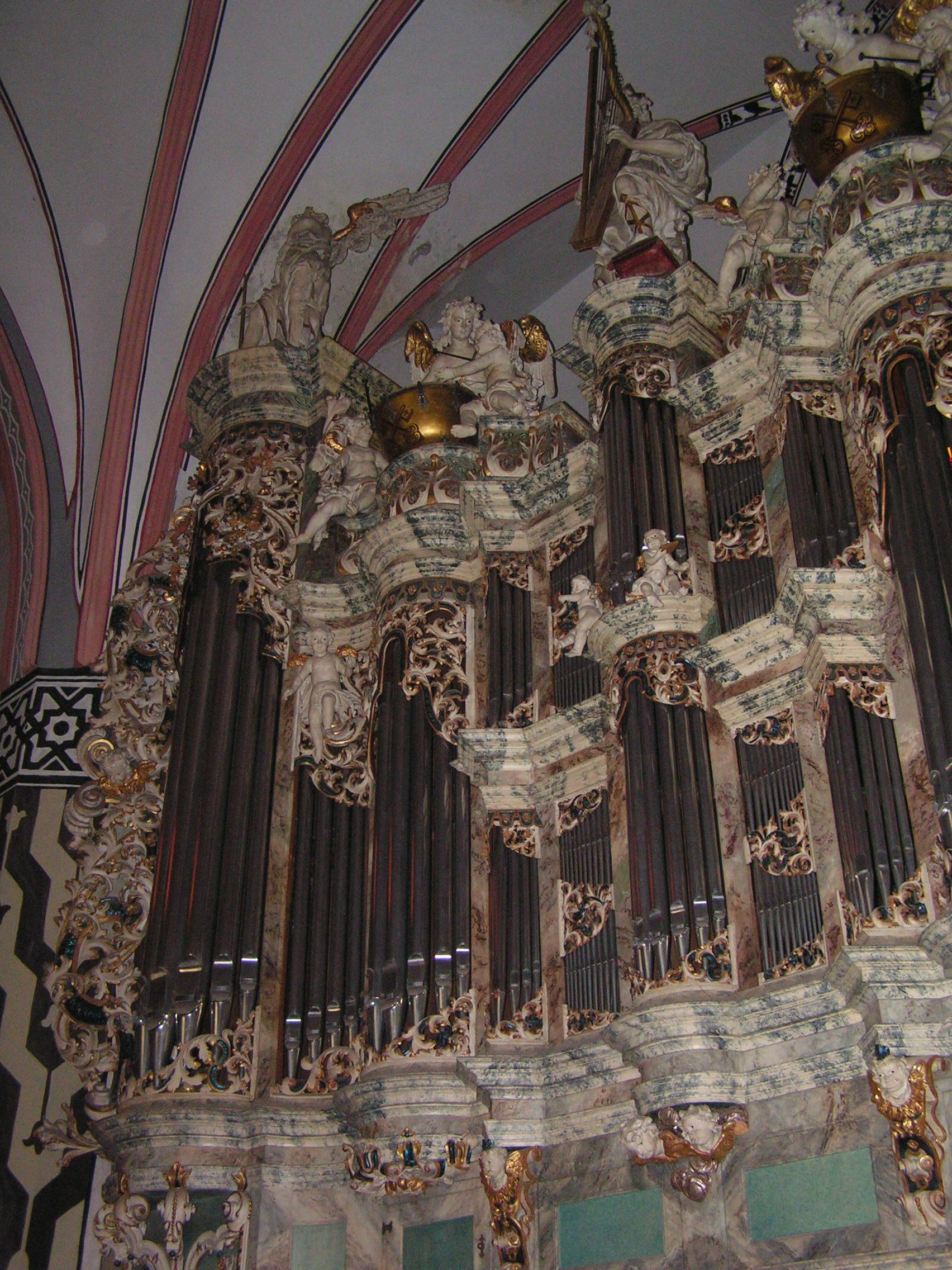
L’orgue à l’église Sainte-Marie à Legnica

Le professeur August Oetken de Berlin est aussi l’auteur des rosaces au-dessus des fenêtres.

### Le matroneum et l’orgue
De l’autel, on peut avoir une vue sur le matroneum et l’orgue. Sur les corniches arrondies de la console et des tourelles de basse dans le buffet, il y a les chérubins et les anges soutenant les pages de l’hymnaire et jouant aux instruments. Au centre, il y a une statue du roi biblique David qui joue de la harpe.
La première information sur l’utilisation de l’orgue à l’église Sainte-Marie date de 1414. En 1438, on a construit un nouveau instrument fondé par le bourgmestre de Chojnów. Il a été utilisé jusqu’à la création d’un orgue nouveau, probablement plus grand et situé au chœur, en 1500. 100 ans plus tard, on a créé le nouveau chœur, dans la partie ouest de la nef centrale, et on y a placé les orgues reconstruits. Ils ont été utilisés jusqu’au 1735, rénovés et améliorés encore trois fois. En 1735, on a décidé de créer un nouveau instrument et on l’a délégué à un facteur d’orgues, Michael Röder. L’instrument avait 35 jeux et les éléments caractéristiques pour le baroque : l’étoile tournante, les clochettes et le mécanisme qui faisait bouger les anges jouant des timbales. 
La première grande reconstruction des orgues a eu lieu en 1828, avec un but de changement du son au homophonique. 

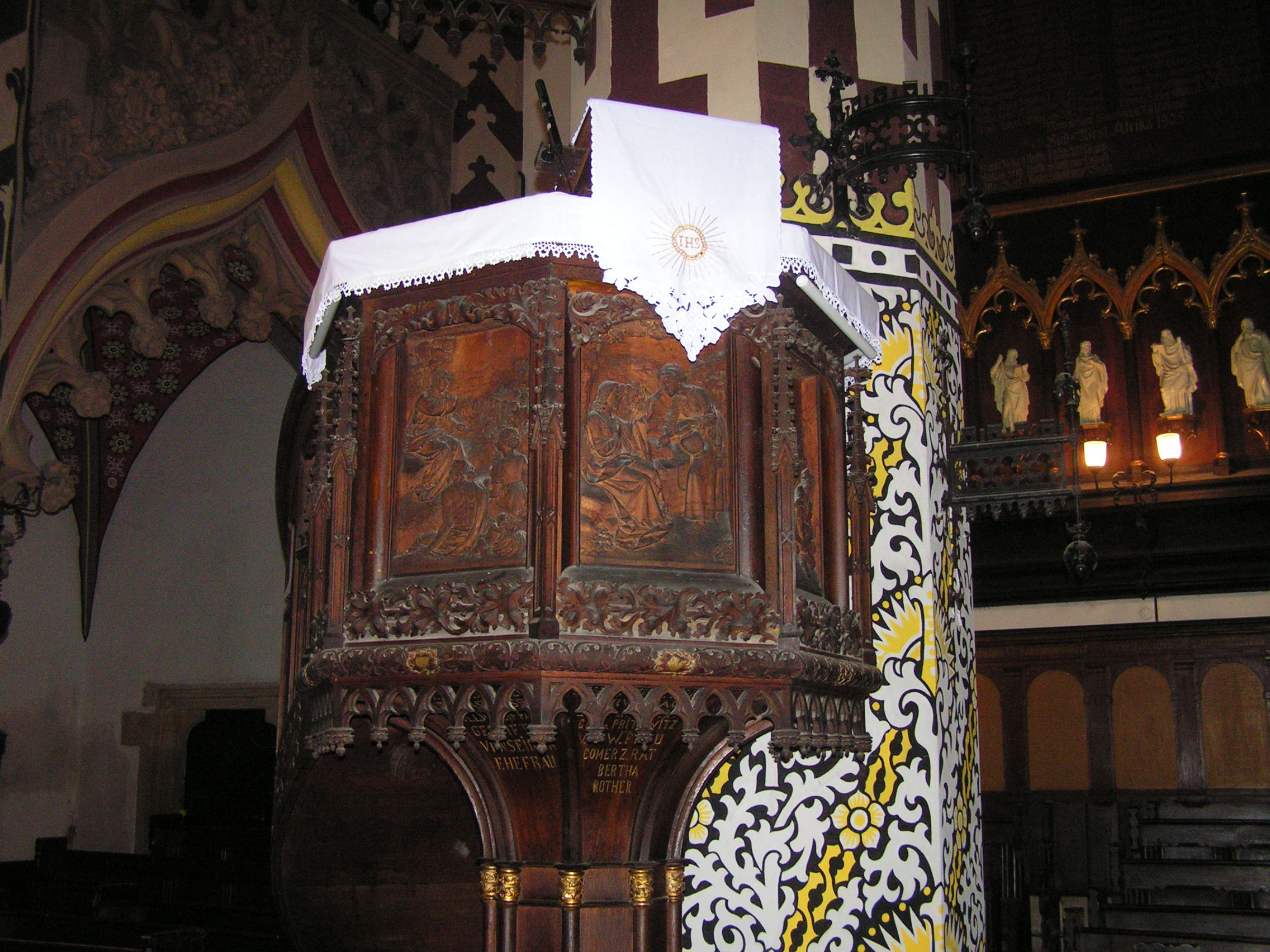
Les reliefs sur la chaire à l’église Sainte-Marie à Legnica

En 1914, Friedrich Weigle a fait la reconstruction importante de l’instrument. Il a fait un pratiquement nouveau instrument dans un entourage antique. Son orgue avait une caractéristique romantique. À part de Celesta (61 tons) au métrage 4’, il a possedé aussi Harmoniumwerk (ppp) fait avec un clavier et 5 registres de haute pression, d’où le nom « Parabrahm-Orgel » donné à l’orgue de l’église Sainte-Marie. Les orgues sonnaient de manière similaire que l’orchestre symphonique. En 1928, pendant la restauration des orgues, l’entreprise de Weigle a restauré les jeux de baroque. 
La restauration suivante des orgues de 3239 tuyaux, 54 registres et 3 claviers a été faite entre 1974 et 1977 par l’entreprise de Dymitr Szczerbaniak de Łódź. La dernière restauration a été faite par l’entreprise Hammer de Hemmingen près de Hanovre. On a réussi de garder 5 jeux de 1735 :  Principal 8' Cis-h2, Octave 4' Cis-h2, Gemshorn 8' D-cis 4 dans le premier clavier et Octave 4' D-dis2 dans le deuxième clavier, Gemshorn 4' D-ds3. Après la dernière renovation, le clavier III est resté muet, au futur, il doit être remplacé de 4 registres de haute pression. Aujourd’hui, les orgues ont 46 jeux (y compris 2 jeux transmis).
Ce sont entre autres Stanisław Moryto et Karol Gołębiowski qui on joué cet instrument.

### La chaire
La chaire faite en bois et le baldaquin remontent au XIXe siècle, ils ont été faits dans le style néo-gothique sur un plan octogonal. En réalité, la chaire possède 5 côtés, décorés en reliefs, le socle et l’escalier en colimaҫon. Sur chaque côté il y a des reliefs avec les scènes du Nouveau Testament, des fragments de l’évangile, entre autres : Jésus enseignant de la barque, le Sermon sur la montagne, la conversation entre Jésus et une Samaritaine et l’expulsion des marchands du temple. Les reliefs ont été faits par le professeur Cirillo Dell’Antonio (1876-1971), en 1906 à Cieplice.

### Les bancs
Les bancs de l’église ont été faits en 1906 à la menuiserie de Carl Lehnke de Legnica, selon le projet d’Hubert Kratz, et les fronts ont été décoré en reliefs créés par Carl Koschel de Wrocław. Il y a 114 bancs avec les différents motifs et ornements, donnant la place aux 1117 personnes.

## Rénovation
En 2005, on a remplacé les tôles de toiture rouillées. Les travaux ont été financés par les ressources propres de la paroisse et, en grande partie, par les ressources de la fondation « Schlesienhilfe PWM » du pasteur Meißlera. 
En 2006, on a peint les murs dans le chœur de l’église, aussi grâce à l’aide de la fondation en question. 
En 2007, on a remplacé des installations électriques dans le chœur. 
Les années suivantes, on a préparé la documentation – l’expertise et le projet technique de la construction d’une façade de l’ouest de l’église (les tours). Grâce à l’aide de la fondation « Schlesienhilfe PWM », on a réussi à faire ce projet et à commencer sa réalisation. 
En 2010, on a commencé la première étape de travaux qui consistaient au renforcement de la construction de l’église dans la partie ouest. Grâce aux fonds de la commune de Legnica (50000 zł) et à l’office de Maréchal de la voïvodie de Basse-Silésie (25000 zł), on a remplacé le fragment de la toiture joignant les deux tours, on a aussi remplacé la charpente et le plafond au-dessus du matroneum. 
Ensuite, en guise de la protection de la construction de l’église, on a installé les charpentes d’appui dans les cages d’escalier, sécurisé le contrefort gauche et renforcé la fondation des tours, en utilisant les pieux de façon moderne, pour réduire les vibrations. Les conditions de construction engendraient le risque de l’effondrement du bâtiment. Heureusement, les travaux sont bien passés et on a réussi à réduire les risques. En 2011, on a réalisé cet investissement grâce au financement obtenu du ministère de la Culture et du Patrimoine national (600 000 zł) et de la fondation « Polska Miedź » (100 000 zł). 

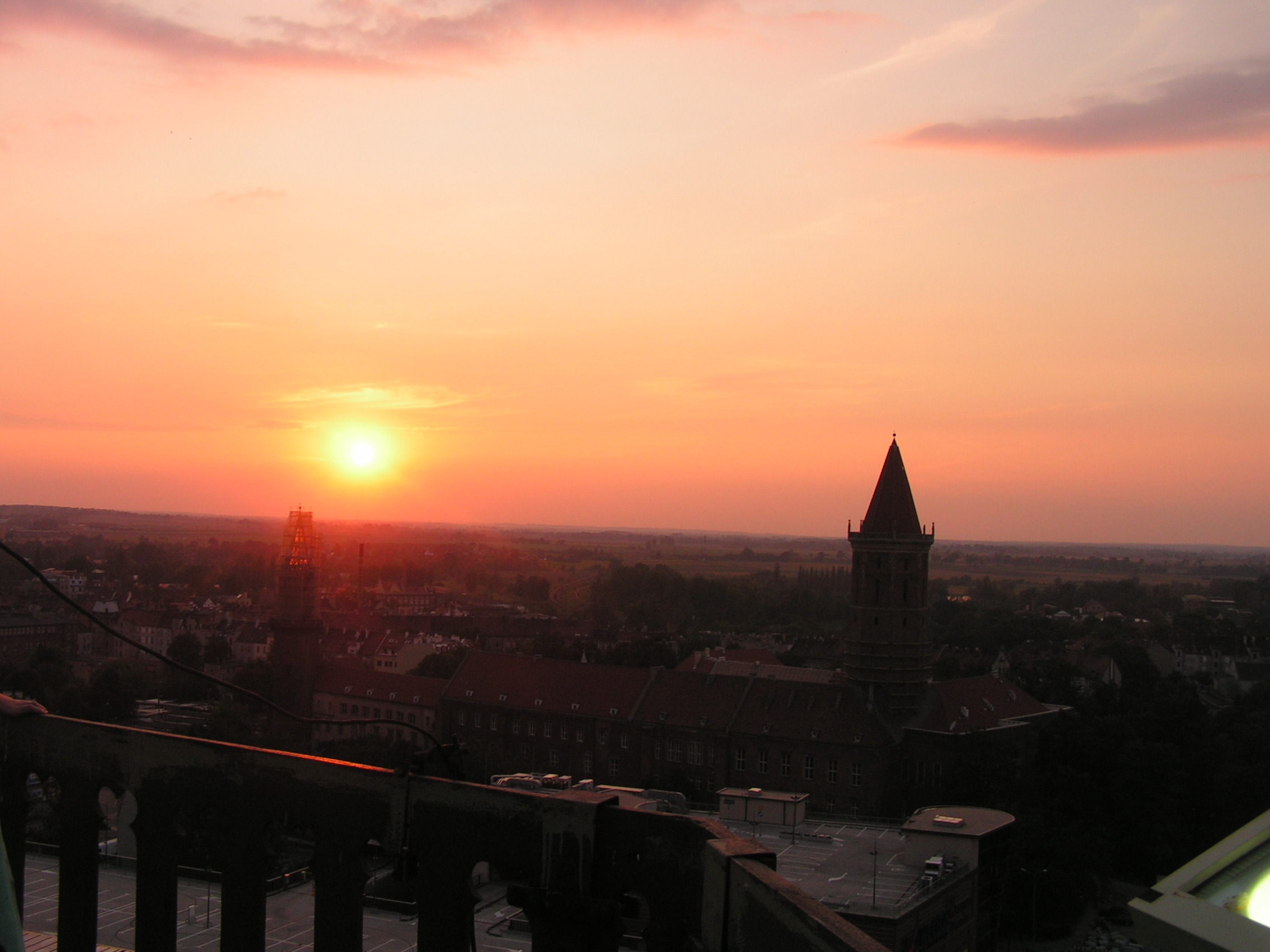
Le coucher du soleil. La vue de la tour d’observation à l’église Sainte-Marie

En 2012, on a fait la seconde étape du renforcement de la fondation des tours de l’église. La première concernait la partie extérieure des murs, tandis que la seconde a été menée uniquement à l’intérieur de l’église. Les travaux réussis, on a pu arrêter l’affaissement des tours. En 2013, on a fini la rénovation de la toiture à la chapelle des drapiers et on a fait des travaux de conservation qui ont arrêté la destruction de l’orgue par les bostryches. Au printemps 2014, on a fini la reconstruction de l’escalier menant à la tour de sud et on a fait des travaux de sécurité dans la galerie, ce qui a permis de mettre la tour à disposition des visiteurs. Dès le début de 2014, on continue les travaux de reconstruction de la cage d’escalier de la tour nord. De plus, on planifie les travaux de conservation des dômes de deux tours et des bancs de l’église, attaqués par le bostryche. Les travaux suivantes dépendent de la situation financière de la paroisse.